# Chen Yanhao
Chen Yanhao, né le 2 janvier 1972, est un athlète chinois spécialiste du 110 mètres haies. 

## Biographie

### Palmarès
| Date | Compétition                | Lieu         | Résultat | Performance |
| ---- | -------------------------- | ------------ | -------- | ----------- |
| 1993 | Championnats d'Asie        | Manille      | 2e       | 13 s 66     |
| 1994 | Jeux asiatiques            | Hiroshima    | 2e       | 13 s 39     |
| 1995 | Championnats d'Asie        | Djakarta     | 1er      | 13 s 65     |
| 1997 | Jeux de l'Asie de l'Est    | Busan        | 2e       | 13 s 70     |
| 1998 | Championnats d'Asie        | Fukuoka      | 1er      | 13 s 53     |
| 1998 | Coupe du monde des nations | Johannesburg | 5e       | 13 s 49     |
| 1998 | Jeux asiatiques            | Bangkok      | 1er      | 13 s 65     |
| 2001 | Jeux de l'Asie de l'Est    | Osaka        | 2e       | 13 s 47     |

### Records
| Épreuve          | Performance | Lieu     | Date       |
| ---------------- | ----------- | -------- | ---------- |
| 110 mètres haies | 13 s 37     | Shanghai | 6 mai 2001 |